# Gunnar Grönblom
Gunnar Richard Grönblom (ur. 15 marca 1895 w Turku, zm. 7 sierpnia 1939 w Helsinkach) – fiński żeglarz, olimpijczyk.
W regatach rozegranych podczas Letnich Igrzysk Olimpijskich 1936 wystąpił w klasie 8 metrów zajmując 5. pozycję. Załogę jachtu Sheerio tworzyli również Sven Grönblom, Walter Kjellberg, Hilding Silander, Oscar Sumelius i Olof Wallin.
Stryj Svena Grönbloma, również żeglarza-olimpijczyka.